# تپه قلعه ده کوثر
تپه قلعه ده کوثر مربوط به دوران‌های تاریخی پس از اسلام است و در شهرستان شازند، بخش سروند، روستای ده کوثر واقع شده و این اثر در تاریخ ۹ اردیبهشت ۱۳۸۲ با شمارهٔ ثبت ۸۵۹۵ به‌عنوان یکی از آثار ملی ایران به ثبت رسیده است.